# Javornik (Vareš)
Pour les articles homonymes, voir Javornik.
Javornik (en cyrillique : Јаворник) est un village de Bosnie-Herzégovine. Il est situé dans la municipalité de Vareš, dans le canton de Zenica-Doboj et dans la fédération de Bosnie-et-Herzégovine. Selon les premiers résultats du recensement bosnien de 2013, il compte 111 habitants.

## Géographie
Le village est situé à proximité de la confluence de la Ponikva et de la Stavnja, un affluent droit de la Bosna.

## Démographie

### Évolution historique de la population dans la localité
| 1948 | 1953 | 1961 | 1971 | 1981 | 1991 | 2013 |
| ---- | ---- | ---- | ---- | ---- | ---- | ---- |
| -    | -    | 164  | 196  | 230  | 259  | 111  |

|  |